# 西村蒼空
西村 蒼空（にしむら そら、2000年9月29日 - ）は、日本の女子ラグビーユニオン選手。

## プロフィール
- 京都府出身[1]。
- ポジションはプロップ(PR)、スタンドオフ(SO)。
- 身長 163cm、体重 75kg
- 愛称はそら[2]。
- 女子日本代表キャップは1。（2023年5月現在）

## 略歴
2019年、追手門学院高校卒業後、立正大学に入る。
2022年、立正大学ラグビー部の共同主将に就任。
2023年、立正大学卒業後、三重パールズに加入。同年5月28日に行われた女子アジアラグビーチャンピオンシップ2023決勝戦女子カザフスタン代表戦にて先発出場で女子日本代表初キャップを獲得した。